# Julius von Blaas

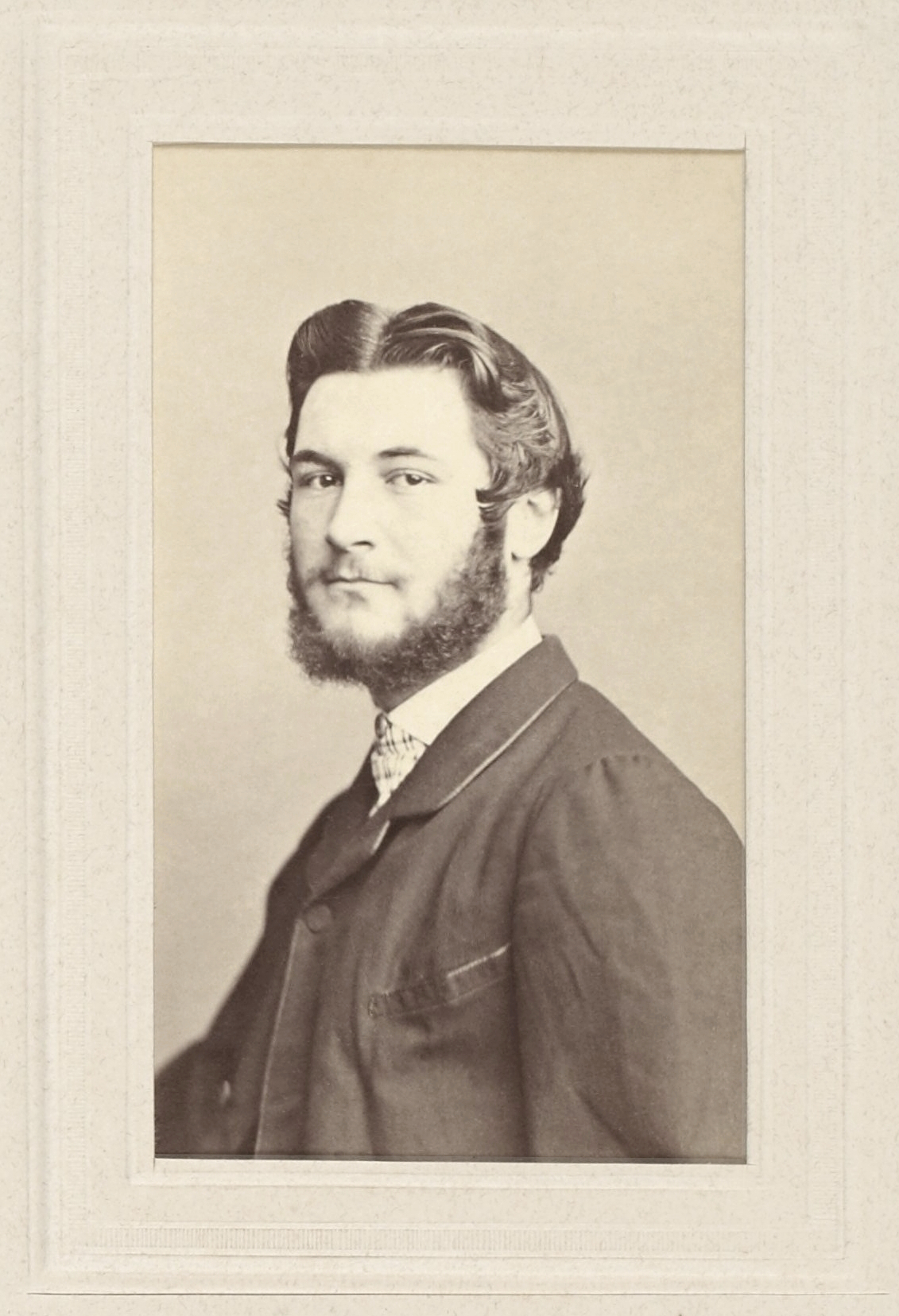
Julius von Blaas

Julius von Blaas (1845-1923) fue un pintor italiano, segundo hijo del pintor Karl von Blaas, nacido en Albano, Italia.  Estudió con su padre y pintó principalmente temas ecuestres y militares. Fue a Roma, donde pintó escenas costumbristas de la Campania. Su Carrera campesinos eslavos ebrios (1869) está en el Museo Imperial de Viena, al igual que Antlassritt (1899). Trabajó a menudo como retratista de la corte austrohúngara y fue profesor en la Academia de Bellas Artes de Viena.

## Pinturas
- Caza del zorro en Campania (1877)
- Mercado en la Alta Hungría (1885)
- Feria caballar en Bischofshofen (1888)
- Adiestramiento matutino en la Escuela invernal de equitación (1890)

## Enlaces externos

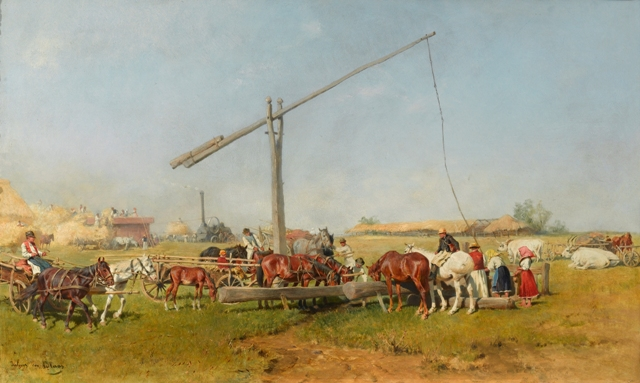
Abrevando los caballos junto a un pozo, óleo sobre tabla.